# Megalithanlagen am Ravnebjerg Skov
Die Megalithanlagen am Ravnebjerg Skov liegen südwestlich von Tranekær und nordwestlich von Pæregård, auf der dänischen Insel Langeland. Die Großsteingräber stammen aus der Jungsteinzeit etwa 3500–2800 v. Chr. und sind Megalithanlagen der Trichterbecherkultur (TBK). Neolithische Monumente sind Ausdruck der Kultur und Ideologie neolithischer Gesellschaften. Ihre Entstehung und Funktion gelten als Kennzeichen der sozialen Entwicklung.

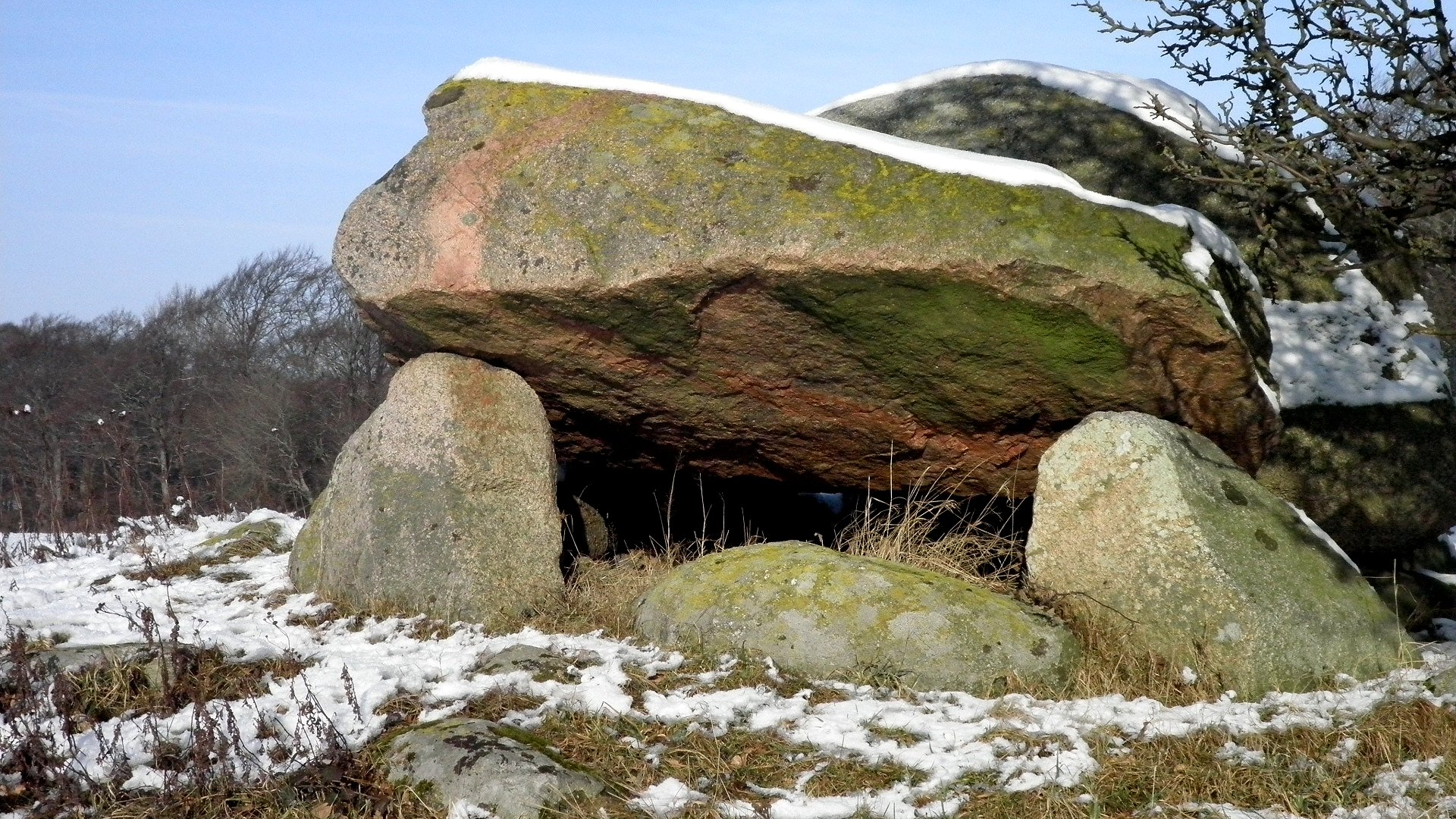
Kong Renes Høj

Neben der Straße liegt ein Langdolmen (dänisch Langdysse) auf einem Hügel im Feld, während ein Ganggrab etwa 100 m nördlich am Waldrand zu finden ist.

## Beschreibung
Das nordwest-südost orientierte Hünenbett dieser auch „Kong Renes Høj“ genannten Megalithanlage ist etwa 22 × 10 m groß. Seine Randsteine sind nicht erhalten. Am Nordende des Hügels liegt die schmale, teilweise zerstörte Kammer eines quer im Hünenbett liegenden Dolmens, die gleichzeitig mit dem Hügel errichtet wurde. Jüngeren Datums ist die kleine ovale Kammer des Ganggrabes am Südende des Hünenbettes. Acht Tragsteine stützen die beiden gewölbten Decksteine. Von ihnen ist einer doppelt so groß wie der andere. Vor der Ostseite der Kammer sieht man an der Oberfläche des Hügels die Oberseiten eines Tragsteinpaares, das zum Gang gehört.
Das Hünenbett des Ganggrabes am Waldrand, dessen westlicher Teil auf dem Feld liegt, ist stark zerpflügt. Der im Wald liegende östliche Bereich ist gut erhalten, mit einer nahezu 4,5 × 2,0 m großen, fast völlig mit Erde gefüllten, ovalen Kammer, deren Decksteine fehlen.
Die Anlagen wurden nicht ausgegraben.
Mythische Königsnamen verknüpfen sich auch an anderen Orten Dänemarks mit „vorzeitlichen“ Denkmälern:
- Kong Asger Høj (auf Møn),
- Kong Grøns Høj, Kong Svends Høj (auf Lolland),
- Kong Humbles Grav, Kong Holms Høj, (beide auf Langeland),
- Kong Lavses Grav, (auf Lyø)
- Kong Knaps Dige (eine Wallanlage), Kong Rans Høj (auf Jütland),
- Kong Dyves Sten, Kong Haralds Dysse, Kong Øres Grav, Kong Slags Dysse; Kong Svends Høj (ein Hügelgrab) und Kong Suders Høj (alle auf Seeland).